# Gönguhnúkur
Gönguhnúkur är en bergstopp i republiken Island. Den ligger i regionen Norðurland vestra, 230 km nordost om huvudstaden Reykjavík. Toppen på Gönguhnúkur är 895 meter över havet, eller 192 meter över den omgivande terrängen. Bredden vid basen är 5,9 km.
Trakten runt Gönguhnúkur är nära nog obefolkad, med mindre än två invånare per kvadratkilometer. Närmaste större samhälle är Hofsós, omkring 11 kilometer väster om Gönguhnúkur. Trakten runt Gönguhnúkur består i huvudsak av gräsmarker.